# Инвариант Тиссерана
Пара́метр Тиссера́на (инвариа́нт Тиссерана, постоя́нная Тиссерана, инвариа́нт коме́ты) — функция элементов орбиты небесного тела. Параметр Тиссерана малого небесного тела практически не изменяется со временем, несмотря на изменение кеплеровых элементов орбиты под влиянием возмущений от планет, поэтому он может быть использован для идентификации тела.
Параметр введён Феликсом Тиссераном в 1896 году для определения тождественности комет. Критерием Тиссерана называется условие равенства параметров Тиссерана для двух наблюдавшихся в разное время небесных тел (комет, астероидов и т. п.). Критерий Тиссерана является необходимым (но не достаточным) условием тождественности этих тел.
Пусть в определённый момент орбита объекта имеет большую полуось {\displaystyle a,} эксцентриситет {\displaystyle \varepsilon } и наклонение {\displaystyle i.} Тогда параметр Тиссерана в безразмерной форме определяется следующим образом:
{\displaystyle \mathrm {Ti} ={\frac {a_{p}}{a}}+2{\sqrt {\left(1+{\frac {m_{p}}{M_{\odot }}}\right){\frac {a}{a_{p}}}\cdot (1-\varepsilon ^{2})}}\cos i,}
где:
- {\displaystyle m_{p},\ a_{p}} — масса и большая полуось орбиты возмущающего тела (например, Юпитера);
- {\displaystyle M_{\odot }} — масса Солнца.

Также инвариантом (параметром) Тиссерана называют величины {\displaystyle {\frac {\mathrm {Ti} }{2}},\ {\frac {\mathrm {Ti} }{a_{p}}},\ {\frac {\mathrm {Ti} }{2a_{p}}}.}
Поскольку масса любой планеты, даже Юпитера, много меньше массы Солнца, то множитель {\displaystyle \left(1+{\frac {m_{p}}{M_{\odot }}}\right)} можно считать равным единице. Тогда, введя безразмерную величину {\displaystyle A={\frac {a}{a_{p}}},} получим наиболее распространённую формулу для параметра Тиссерана:
{\displaystyle \mathrm {Ti} ={\frac {1}{A}}+2{\sqrt {A\cdot (1-\varepsilon ^{2})}}\cos i.}
Параметр является производным от одной из так называемых стандартных переменных Делоне, применяемых для исследования возмущённого Гамильтониана в системе трёх тел.
Было показано, что даже тесное сближение кометы с Юпитером оставляет параметр Тиссерана практически неизменным.
Параметр Тиссерана, взятый по отношению к Юпитеру как возмущающему телу, часто используется для разделения астероидов (Ti > 3) от комет семейства Юпитера (2 < Ti < 3).
Множитель {\displaystyle {\sqrt {(1-e^{2})}}\cos i} также является константой и определяет действие резонанса Лидова — Козаи.